# Tore Brovold
Tore Brovold, né le 12 juin 1970 à Hamar, est un tireur sportif norvégien. 

## Biographie
Aux Jeux olympiques d'été de 2008 à Pékin, Tore Brovold est vice-champion olympique de skeet. Il termine 27e de l'épreuve aux Jeux olympiques de 2012 à Londres.
- Championnats du monde de fusil de chasse 2011, Skeet